# NGC 6577
NGC 6577 é uma galáxia elíptica (E) localizada na direcção da constelação de Hercules. Possui uma declinação de +21° 27' 50" e uma ascensão recta de 18 horas, 12 minutos e 01,1 segundos.
A galáxia NGC 6577 foi descoberta em 7 de Agosto de 1864 por Albert Marth.